# District d'Opava
Le district d'Opava (en tchèque : okres Opava) est un des six districts de la région de Moravie-Silésie, en Tchéquie. Son chef-lieu est la ville d'Opava.

## Liste des communes
Le district compte 77 communes, dont 7 ont le statut de ville (město, en gras) et 1 celui de bourg (městys, en italique) :
Bělá • 
Bohuslavice • 
Bolatice • 
Branka u Opavy • 
Bratříkovice • 
Březová • 
Brumovice • 
Budišov nad Budišovkou • 
Budišovice •  
Čermná ve Slezsku • 
Chlebičov •
Chuchelná • 
Chvalíkovice •
Darkovice • 
Děhylov • 
Dobroslavice • 
Dolní Benešov • 
Dolní Životice • 
Háj ve Slezsku • 
Hať • 
Hlavnice • 
Hlubočec • 
Hlučín • 
Hněvošice • 
Holasovice •  
Hrabyně • 
Hradec nad Moravicí • 
Jakartovice • 
Jezdkovice • 
Kobeřice • 
Kozmice • 
Kravaře • 
Kružberk • 
Kyjovice • 
Lhotka u Litultovic • 
Litultovice •
Ludgeřovice • 
Markvartovice • 
Melč • 
Mikolajice • 
Mladecko • 
Mokré Lazce • 
Moravice • 
Neplachovice • 
Nové Lublice • 
Nové Sedlice • 
Oldřišov • 
Opava • 
Otice •
Píšť • 
Pustá Polom • 
Radkov • 
Raduň •
Rohov •
Šilheřovice • 
Skřipov • 
Slavkov • 
Služovice • 
Sosnová •
Štáblovice • 
Staré Těchanovice • 
Stěbořice • 
Štěpánkovice • 
Štítina •
Strahovice • 
Sudice • 
Svatoňovice • 
Těškovice •
Třebom • 
Uhlířov •  
Velké Heraltice • 
Velké Hoštice • 
Větřkovice • 
Vítkov • 
Vršovice • 
Vřesina • 
Závada

## Principales villes
Population des principales villes du district au 1er janvier 2024 et évolution depuis le 1er janvier 2023 :
| Opava               | 55 600 | en augmentation |
| Hlučín              | 13 421 | en diminution   |
| Kravaře             | 6 655  | en augmentation |
| Vítkov              | 5 641  | en diminution   |
| Hradec nad Moravicí | 5 485  | en stagnation   |
| Ludgeřovice         | 4 980  | en augmentation |
| Bolatice            | 4 501  | en augmentation |
| Dolní Benešov       | 3 892  | en diminution   |
| Kobeřice            | 3 204  | en diminution   |